# Bitó (ocell)
Els bitons (Botaurus) són un gènere d'ocells de potes llargues de la família dels ardèids (Ardeidae). Les seves espècies, pràcticament, es distribueixen de manera que n'hi ha una en cada continent, a excepció d'Àfrica. Les dues espècies septentrionals són parcialment migratòries, fent grans moviments cap al sud a l'arribada de l'hivern. Als Països Catalans habita el bitó comú (Botaurus estallaris). El bitó americà (Botaurus lentiginosus) només s'hi pot presentar de manera ocasional.
Les quatre espècies són bastant grans, marrons i ratllades, i es reprodueixen a l'interior de grans canyars. Tímids i reservats, passen desapercebuts i són difícils d'observar gràcies al seu camuflatge.
Aquests ocells de vida aquàtica, mengen peixos i granotes.

## Taxonomia
El gènere Botaurus havia estat introduït el 1819 pel naturalista anglès James Francis Stephens. Inicialment aquest gènere contenia només les espècies anomenades bitons: Però un estudi filogenètic molecular de la família dels ardèids publicat el 2023 va trobar que el gènere Ixobrychus (martinets menuts) era parafilètic i per crear gèneres monofilètics, Ixobrychus es va fusionar ambBotaurus, amb el qual augmentà el nombre d'espècies d'aquest.

## Llistat d'espècies
Segons la classificació del Congrés Ornitològic Internacional 14.2 (2024), aquest gènere conté 14 espècies:
- Bitó americà - Botaurus lentiginosus.
- Bitó australià - Botaurus poiciloptilus.
- Bitó comú - Botaurus stellaris.
- Bitó sud-americà - Botaurus pinnatus
- martinet menut llistat (Botaurus involucris).
- martinet menut americà (Botaurus exilis).
- martinet menut comú (Botaurus minutus).
- martinet menut australià (Botaurus dubius
- martinet menut de Nova Zelanda (Ixobrychus novaezelandiae). Extint.
- martinet menut de la Xina (Botaurus sinensis).
- martinet menut de Schrenk (Botaurus eurhythmus).
- martinet menut canyella (Botaurus cinnamomeus).
- martinet menut de Sturm (Botaurus sturmii).
- martinet menut collgroc (Botaurus flavicollis).